# مخدان (دير)
مخدان (بالفارسية: مخدان) هي قرية تقع في مقاطعة دير في بوشهر في إيران. يقدر عدد سكانها بـ 23 نسمة بحسب إحصاء 2016.